# Joachim Patinir

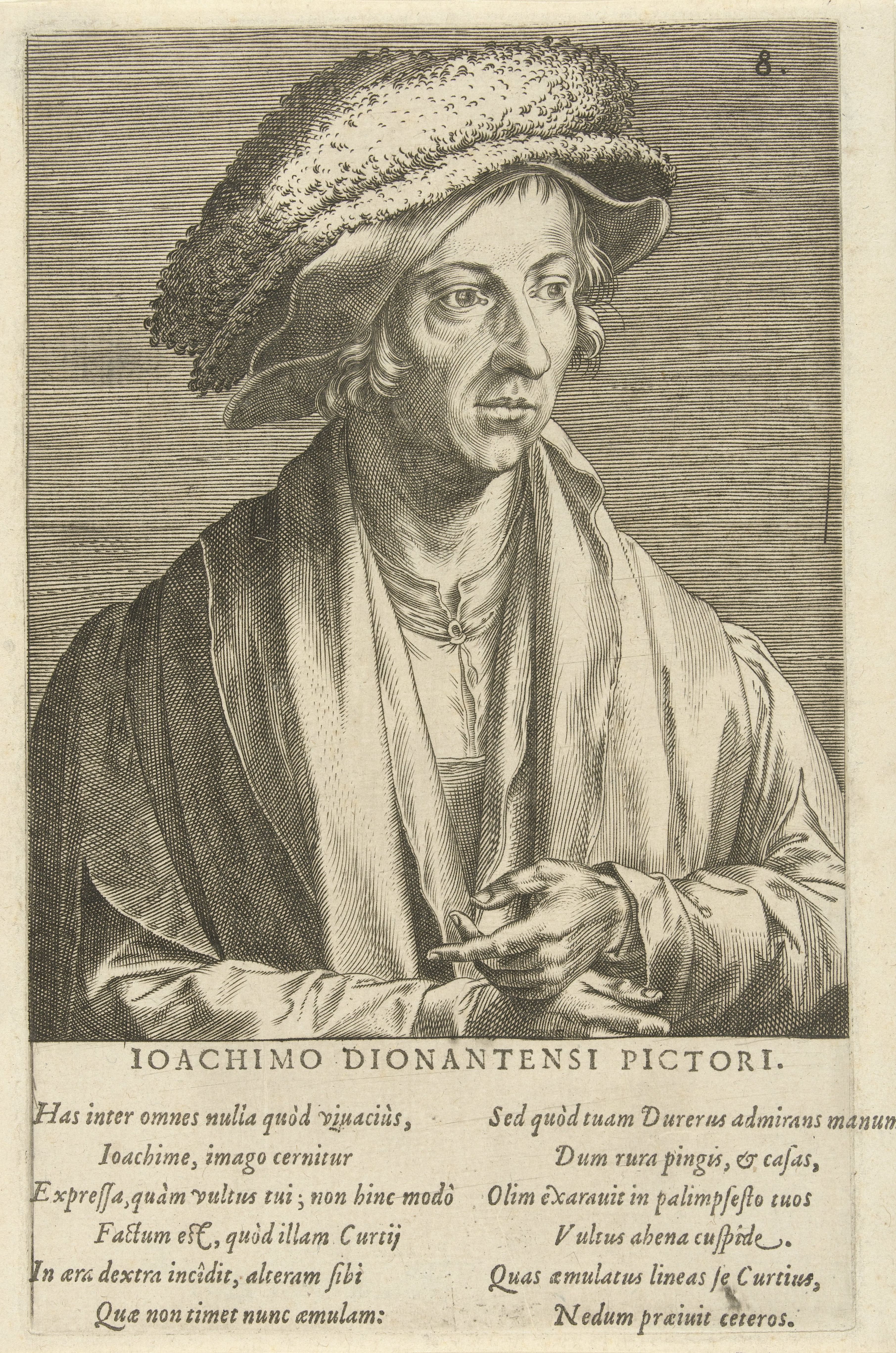
Cornelis Cort según Alberto Durero, Retrato del pintor Joachim Patinir para la obra de Dominicus Lampsonius, Pictorium aliquot celebrium Germaniae inferiores Effigies, Amberes, 1572.

Joachim Patinir, también llamado de Patenier y Patinier (Dinant o Bouvignes h. 1480 - Amberes, 5 de octubre de 1524) fue un pintor flamenco de paisajes y temas religiosos. Se le considera precursor del paisajismo como género independiente. Continuador en la escuela renacentista de Amberes de Gerard David, recibió influencias de Lucas van Leyden y Van der Weyden. En sus pinturas, el tema principal suele quedar relegado a un segundo plano ante la importancia concedida a la Naturaleza y el ambiente. Utiliza mucho la gama de verdes y las composiciones de horizonte alto.
El Museo del Prado, que es la institución que más obras suyas posee, le dedicó la primera exposición monográfica en 2007.

## Biografía
Los primeros 35 años de la vida de Patinir, incluida su formación, siguen siendo una incógnita. Ha quedado registrado que ingresó como miembro de la cofradía de pintores de Amberes (guilda de San Lucas) en 1515, ciudad en la que pasó el resto de su vida. Se le considera discípulo de Gerard David en Brujas, antes de que, el mismo año, ambos se registrasen como cofrades en Amberes. No existen referencias, pero es posible que en 1511 acompañase a David y Adriaen Isenbrandt en un viaje a Génova.
En los archivos municipales de Amberes consta su primer matrimonio con Francisca (Francine Buyst), hija del pintor Jan Buyst, con la que tuvo dos hijas: Brigitte y Anna. En 1521 y coincidiendo con su viaje a los Países Bajos, Durero fue uno de los invitados de su segunda boda con Juana Noyst. En esa ocasión se data el retrato, un dibujo, que Durero hizo de Patinir, más conocido por la posterior versión en grabado de Cornelis Cort. Durero, que recibió como regalo un paisaje de Patinir, le cita en su Libro de viaje como «der gute Landschaftmaler» ("el buen pintor de paisajes"), acuñando de esa manera un neologismo que, traducido más tarde al francés, alumbraría el término paisajista.
Patinir murió en Amberes el 5 de octubre de 1524. Su suegro y colega Quentin Metsys se hizo cargo de su taller y sus hijos.

## Estilo

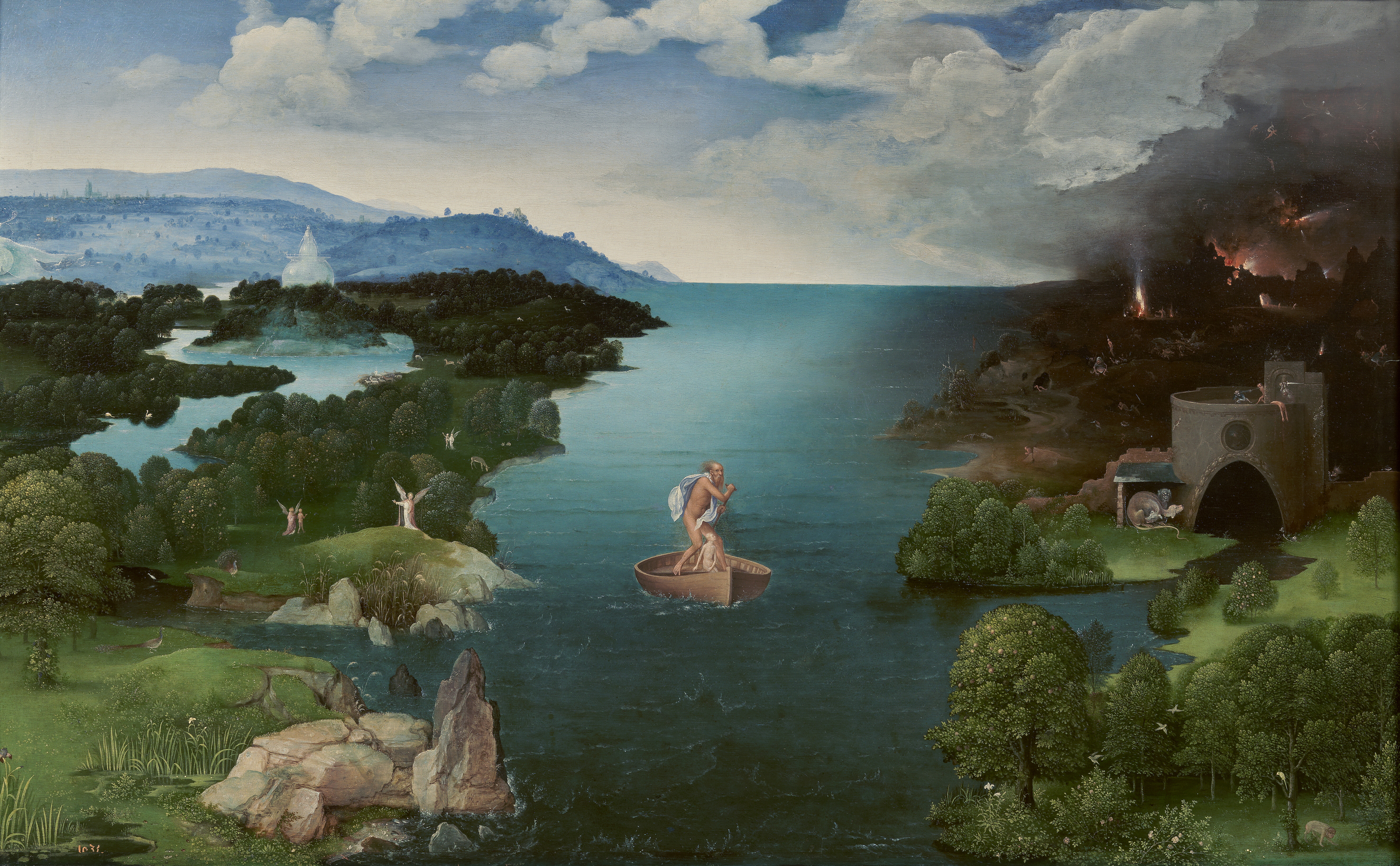
Caronte cruzando la laguna Estigia (h. 1520-1524), óleo sobre tabla, Museo del Prado.

Patinir es considerado el padre del paisaje por el extraordinario protagonismo que le otorga en sus cuadros. Sus inmensas vistas combinaban observación del detalle naturalista con la fantasía lírica. No obstante, el paisaje no es un tema autónomo sino que se justifica y apoya en temas religiosos: san Jerónimo, la huida de Egipto, etc. Con todo, Patinir consiguió que sus paisajes disminuyeran el protagonismo de las figuras, que casi siempre eran pintadas por otros artistas.   
De su escasa obra llegada a nuestros días, el tema de la huida a Egipto, versionado al menos en siete ocasiones en su catálogo, es sin lugar a dudas el más recurrente, El Museo Thyssen-Bornemisza de Madrid alberga una de ellas. De hecho la capital española concentra la mayor cantidad de cuadros del autor entre el Museo del Prado, el Thyssen-Bornemisza y el Monasterio de El Escorial.  
Los cuadros de Patinir se caracterizan por el uso progresivo de los colores, que sirven para acentuar la sensación de distancia en los grandes espacios que pinta. Así, en la parte inferior de los cuadros, donde se encuentra el primer plano, predominan el marrón y el pardo. Según se va alejando el paisaje se va imponiendo el color verde y, en las zonas más lejanas, es el color azul el que predomina. La línea del horizonte suele estar situada en la zona más alta del cuadro ("horizonte alto"), lo que permite la representación de un espacio muy amplio. Por encima de esta línea suele pintar parte del cielo con un blanco brillante que hace intuir que el espacio prosigue detrás y que sugiere la curvatura de la Tierra.

### Rocas fantasmagóricas

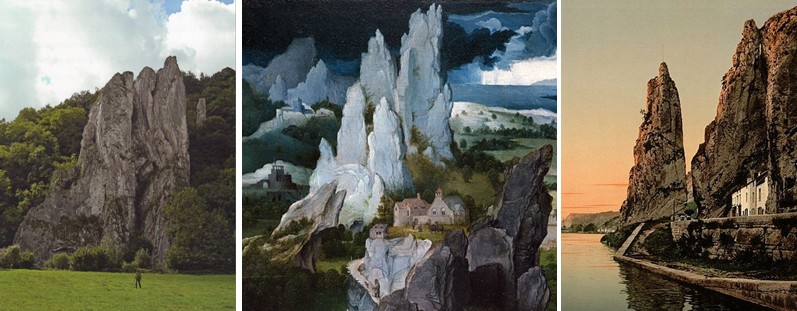
La «roche-a-Chandelle» (izquierda), peñascos roqueros de Patinir en la tabla Paisaje con San Jerónimo, de la Galería Nacional de Arte (centro), y la roca Bayard, a orillas del río Mosa, en Dinant (Bélgica), en una postal de 1890. (derecha)

La evocación fantástica la consigue con un determinado tipo de formaciones rocosas, casi siempre las mismas en todos los paisajes del autor y posteriormente en las de su supuesto sobrino Hendrick met de Bles, imitadores y otros seguidores. Se trata, según los eruditos, de su representación evocadora de una síntesis de peñascos hoy famosos en los parajes que pudo conocer Patinir en su infancia y juventud: el «rocher Bayard» en las orillas del Mosa, en Dinant; la «roche-a-Chandelle» en las proximidades de Furfooz y Hulsonniaux, (en la actual Valonia), también en Namur).

## Seguidores
El mercado abierto por las innovaciones de Patinir dio origen a una especie de escuela o círculo de seguidores en varios talleres de la ciudad de Amberes y en Bruselas. Entre los más reconocidos (y no pudiendo clasificarse las innumerables obras, copias y réplicas sin firmar) estuvieron: su condiscípulo Jan Wellens de Cock, su posible sobrino Herri met de Bles (que solo tenía 14 años cuando murió Patinir), y tres claros seguidores: Lucas Gassel (entre 1500-1570) en Bruselas; y Cornelis Metsys (1510-1562), hijo de Quentin Metsys, y Mathys Cock (1509-1548) hijo de Jan Wellens, en Amberes.

## Catálogo de obras autógrafas
| Cuadro | Título                                                                                      | Fecha           | Técnica                                                                      | Localización                                                      | Observaciones | Num.Catálogo Prado |
| ------ | ------------------------------------------------------------------------------------------- | --------------- | ---------------------------------------------------------------------------- | ----------------------------------------------------------------- | --- | ------------------ |
|        | Paisaje montañoso con san Jerónimo penitente                                                | h. 1505-10      | Óleo sobre tabla, 13,5 x 17,3 cm                                             | Karlsruhe, Staatliche Kunsthalle Karlsruhe                        | Inv. 144. Firmado abajo a la izquierda «IOACHIM / D / PATINIR». Las evidentes deficiencias especialmente en la figura del santo hacen presumir que se trate de una obra temprana y probablemente la más primitiva de las obras conservadas. | 18                 |
|        | Milagro de la rueda de santa Catalina                                                       | h. 1515         | Óleo sobre tabla de madera de roble, 27,8 x 44,8 cm                          | Viena, Kunsthistorisches Museum                                   | Inv. Gemäldegalerie, 1002. | 16                 |
|        | Paisaje con la huida a Egipto                                                               | h. 1516-17      | Óleo sobre tabla, 18,3 x 22,4 cm                                             | Amberes, Koninklijk Museum voor Schone Kunsten                    | Inv. 64. Firmado; «·OPVS·/·IOACHIM·D·/·PATINIR·» | 3                  |
|        | Paisaje con san Jerónimo                                                                    | h. 1516-17      | Óleo sobre tabla, 74 x 91 cm                                                 | Madrid, Museo Nacional del Prado                                  | Inv. P1614. Firmado; «JOACHIM /D·/ PATINIER.» Citado ya por fray José de Sigüenza en la celda baja del prior del Monasterio de El Escorial en 1605 como obra de «un alemán o flamenco llamado Ioachimo, de excelentes paisajes al óleo». La autoría, en este caso, parece extenderse también a las figuras que presentan todos los rasgos característicos del pintor, quien realizó un trabajo concienzudo como revelan los múltiples cambios en el dibujo subyacente y al aplicar la capa de color. | 20                 |
|        | San Jerónimo en un paisaje rocoso (fragmento)                                               | h. 1515/1522-24 | Óleo sobre tabla, 36 x 33,7 cm                                               | Londres, National Gallery                                         | Inv. NG 4826. Taller de Joachim Patinir. Variante del original del Prado de la que se conocen otras versiones producidas en el taller quizá bajo la supervisión y algún grado de participación del maestro. | 21                 |
|        | Paisaje con san Jerónimo                                                                    | h. 1516-18      | Óleo sobre tabla, 78 x 137 cm                                                | París, Musée du Louvre                                            | Inv. RF 2429. | 24                 |
|        | Paisaje con san Jerónimo                                                                    | h. 1517-24      | Óleo sobre tabla de roble, 25 x 34 cm                                        | Zúrich, Kunsthaus                                                 | Inv. R23. Obra del taller con alguna posible participación del maestro. | 22                 |
|        | Paisaje con el éxtasis de santa María Magdalena                                             | h. 1517-24      | Óleo sobre tabla, 25,8 x 36 cm                                               | Zúrich, Kunsthaus                                                 | Inv. R24. Obra del taller según prototipo perdido de Patinir. | 29                 |
|        | La asunción de la Virgen                                                                    | h. 1517-18      | Óleo sobre tabla, 62,2 x 58,7 cm                                             | Filadelfia, Philadelphia Museum of Art                            | Inv. 378. Pintada por encargo y a la devoción de Lucas de Rem, comerciante de Augsburgo cuyo escudo de armas aparece abajo a la derecha con la divisa istz gvtot so gebs go[t] (si es bueno, Dios lo ha dado). La composición principal, con la Asunción de la Virgen siguiendo el relato de la Leyenda dorada de Santiago de la Vorágine se completa con la Natividad y la Resurrección en dos tondos y grisallas en las enjutas en las que se encuentran representados Santiago el Mayor como peregrino y un niño con la venera, la Adoración de los Reyes, la Ascensión de Cristo y san Lucas con el buey. | 13                 |
|        | Paisaje con san Jerónimo                                                                    | h. 1517-18      | Óleo sobre tabla, 29 x 55 cm                                                 | Venecia, Galleria Giorgio Franchetti alla Ca' d'Oro               | Del taller. Copia reducida de la versión del Louvre pintada por encargo de Lucas Rem, comerciante de Augsburgo cuyo escudo de armas aparece abajo a la derecha con la divisa istz gvtot so gebs go[t] (si es bueno, Dios lo ha dado), del mismo modo que en la tabla de la Asunción de Filadelfia. | 25                 |
|        | Paisaje con la predicación de san Juan Bautista                                             | h. 1515-18      | Óleo sobre tabla, 37,5 x 50,8 cm                                             | Filadelfia, Philadelphia Museum of Art                            | Inv. 1944-9-2. En la esquina inferior derecha figura el escudo de armas de Lucas Rem, propietario de otros tres cuadros de Patinir, pero la divisa, que reza post tenebras spero luc[em] (después de las tinieblas espero la luz), es distinta en este caso. | 27                 |
|        | Paisaje con la predicación de san Juan Bautista                                             | h. 1515-18      | Óleo sobre tabla, 35,2 x 45,3 cm                                             | Bruselas, Musées royaux des Beaux-Arts de Belgique                | Inv. 6178. Muy semejante a la versión del mismo asunto y ligeramente mayor de Filadelfia, se discute cuál de las dos versiones precede a la otra, si bien ambas estarían pintadas por el mismo artista, como variaciones sobre un mismo tema, ya sea el propio Patinir o un miembro aventajado del taller bajo la supervisión del maestro. | 28                 |
|        | Tríptico con san Jerónimo penitente, el bautismo de Cristo y las tentaciones de san Antonio | h. 1518         | Óleo sobre tabla de madera de roble, 120,8 x 81,9 cm (tabla central)         | Nueva York, Metropolitan Museum of Art                            | Inv. Fletcher Fund, 1936. En las caras exteriores de las puertas aparecen representados en grisalla santa Ana con la Virgen y el Niño y san Sebaldo, patrón de Núremberg. El dibujo subyacente de las figuras presenta notables diferencias, en algunos casos, especialmente en las grisallas, con una elaboración muy apresurada, de modo que no dan la impresión de haber sido hechas todas por la misma mano y tampoco se advierte la de ninguno de los colaboradores habituales de Patinir, a quien sí podrían asignársele las del panel central. | 19                 |
|        | Paisaje con el descanso en la huida a Egipto                                                | h. 1520         | Óleo sobre tabla, 65,6 x 81,1 cm                                             | Berlín, Gemäldegalerie der Staatliche Museen zu Berlin            | Inv. Nr. 608. La figura de la Virgen con el Niño, con un dibujo subyacente y pigmentos distintos a los empleados en el resto del cuadro, es obra de algún artista del entorno de Joos van Cleve, a partir de un modelo del maestro de Flemalle. | 4                  |
|        | Paisaje con el descanso en la huida a Egipto                                                | h. 1518-20      | Óleo sobre tabla, 121 x 177 cm                                               | Madrid, Museo Nacional del Prado                                  | Inv. P 1611. Adquirida por Felipe II al prior Fernando de Toledo y depositada en el Monasterio de El Escorial hasta su incorporación en 1839 al Museo del Prado con atribución a Lucas de Holanda (Lucas van Leyden). La figura de la Virgen, distinta de las figuras del fondo, características de Patinir, podría haber sido pintada por algún miembro del taller de Quentin Massys. | 5                  |
|        | Paisaje con el descanso en la huida a Egipto                                                | h. 1518-20      | Óleo sobre tabla, 31,7 x 57,6 cm                                             | Ginebra, colección Jean Bonna                                     | Joachim Patinir y taller. El cuadro perteneció a Lucas Rem, comerciante de Augsburgo y propietario de otros tres paisajes de Patinir, de quien es el escudo de armas del ángulo inferior izquierdo. El escudo de su esposa, Anna Ochainin, con la que contrajo matrimonio en 1518, en el lado derecho, fija un terminus post quem para el encargo y realización del cuadro. | 6                  |
|        | Descanso en la huida a Egipto y milagro del campo de trigo                                  | h. 1518-24      | Óleo sobre tabla, 34,29 x 48,9 cm                                            | Mineápolis, Minneapolis Institute of Arts                         | Taller de Patinir: The William Hood Dunwoody Fund 14.2. Madrid, 2007: Joachim Patinir y taller. | 7                  |
|        | Tríptico con el descanso en la huida a Egipto, san Juan Bautista y san Cornelio             | h. 1518-24      | Óleo sobre tabla, 110 x 72 cm (tabla central) 110 x 30 cm (tablas laterales) | Paradero actual desconocido                                       | Documentado por primera vez a comienzos del siglo XX en colecciones privadas berlinesas, en 1904 sufrió daños en un incendio. Tras pasar por varios coleccionistas y marchantes de Zúrich, Múnich y Colonia, en 1968 se encontraba en la colección de Willy Kaus de Fráncfort, cuando la publicó Robert A. Koch en su monografía del pintor. El paisaje de la tabla central se asemeja al del descanso en la huida a Egipto de Mineápolis y como él podría haber sido concebido por Patinir y ejecutado parcialmente por él con participación del taller y colaboración de otras artistas en las figuras, que no parecen de la misma mano, aunque el san Juan Bautista sí presenta características compatibles con el trabajo de Patinir. | 8                  |
|        | Paisaje con el descanso en la huida a Egipto (fragmento)                                    | h. 1518-24      | Óleo sobre tabla, 27,6 x 23,7 cm                                             | Róterdam, Museum Boijmans van Beuningen                           | Se conoce otro fragmento de la misma composición en colección privada. Relacionado con el Paisaje con el descanso en la huida a Egipto del Thyssen-Bornemisza, el dibujo subyacente trazado con gran soltura en el fragmento y algunos arrepentimientos apunta a la precedencia del fragmento de Róterdam sobre la versión de Madrid, en la que no se han localizado rastros de dibujo subyacente en el análisis radiográfico. | 10                 |
|        | Paisaje con el descanso en la huida a Egipto                                                | h. 1518-24      | Óleo sobre tabla, 31,5 x 57,5 cm                                             | Madrid, Museo Nacional Thyssen-Bornemisza                         | Inv. 314 (1930.85) Atribuido a Patinir por George Hulin de Loo a comienzos del siglo XX, cuando la pintura se hallaba en la colección de Richard von Kaufmann de Berlín. La calidad del paisaje hace segura su atribución a Patinir, no así la figura de la Virgen con el Niño, ejecutada por un colaborador de menor destreza. | 9                  |
|        | El paso de la laguna Estigia                                                                | h. 1520-24      | Óleo sobre tabla de roble, 64 x 103 cm                                       | Madrid, Museo Nacional del Prado                                  | Inv. P 1616 | 1                  |
|        | Paisaje con la destrucción de Sodoma y Gomorra                                              | h. 1521         | Óleo sobre tabla, 22,5 x 29,7 cm                                             | Róterdam, Museum Boijmans van Beuningen                           | Préstamo del Instituto de Patrimonio Cultural de los Países Bajos. Inv. 2312. | 2                  |
|        | Las tentaciones de san Antonio Abad                                                         | h. 1520-24      | Óleo sobre tabla de roble, 155 x 173 cm                                      | Madrid, Museo Nacional del Prado                                  | Inv. P 1615. Firmado; «·[O]PVS·/·IO[AC]HIM·D·/·PA[TI]NIER·» A pesar de la firma en solitario, quizá por ser quien recibió el encargo, es obra hecha en colaboración con Quentin Massys, a quien corresponden las figuras mayores del primer plano. | 14                 |
|        | Bautismo de Cristo                                                                          | h. 1521-24      | Óleo sobre tabla de roble, 59,7 x 76,3 cm                                    | Viena, Kunsthistorisches Museum                                   | Inv. Gemäldegalerie 981. Firmado; «·OPVS·/·IOACHIM·D·/·PATINIER·» | 11                 |
|        | Paisaje con el encuentro de san Antonio Abad y san Pablo Ermitaño en el desierto            | h. 1521-24      | Óleo sobre tabla, 28,8 x 37,3 cm                                             | Colección particular                                              | En 1996 en colección particular alemana, analizada por Robert Koch que publicó en The Burlington Magazine los resultados de los estudios dendrocronológicos y por reflectografía infrarroja. | 15                 |
|        | Paisaje con san Cristóbal                                                                   | h. 1520-24      | Óleo sobre tabla, 127 x 172 cm                                               | Patrimonio Nacional Real Monasterio de San Lorenzo de El Escorial | Inv. 10014400. Procedente de la colección de Felipe II, se cita en El Escorial ya en 1566. Hay detalles estilísticamente próximos al Bosco, como las tropas de soldados lanzados a la batalla, probablemente para ilustrar los horrores de la guerra, y la figura del santo se acerca a los tipos humanos de Massys más que a los del propio Patinir, a quien sí podría corresponder la figura del ermitaño. | 17                 |